# Pluma branca

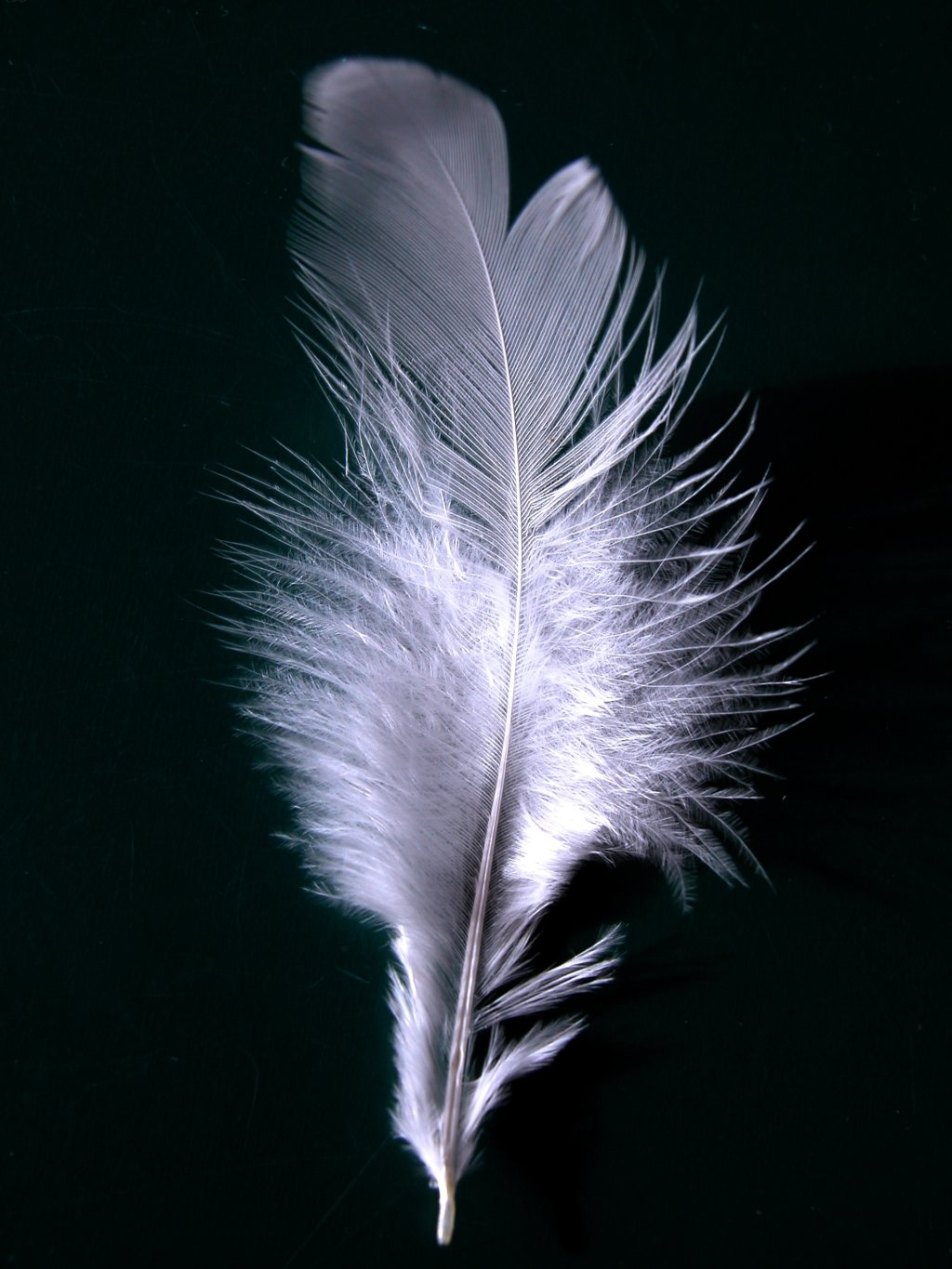
A pena branca é usada às vezes uma marca de covardice.

A pluma branca tem sido um símbolo tradicional de covardia, usado e reconhecido especialmente dentro do exército britânico e nos países associados ao Império Britânico desde o século XVIII, especialmente a fim de humilhar os homens que não eram soldados. Ele também carrega significados opostos, porém: em alguns casos de pacifismo, e no Estados Unidos, de bravura e excelência extraordinária em combate.

## Ordem da Pluma Branca
Em agosto de 1914, no início da Primeira Guerra Mundial, o almirante Charles Fitzgerald fundou a Ordem da Pluma Branca com o apoio da proeminente escritora Mary Augusta Ward. A organização era destinada a envergonhar homens que não se alistavam no exército, persuadindo mulheres a presenteá-los com uma pluma branca se eles não estivessem utilizando uniforme. Isto foi acompanhado por algumas proeminentes feministas e sufragistas da época, tais como Emmeline Pankhurst. Elas, além de distriburem as plumas brancas, também pressionaram para instituir um projeto universal involuntário, que incluiu aqueles que careciam de votos devido a ser demasiado jovem ou não possuir a propriedade.